# 田島村 (神奈川県)
田島村（たじまむら）は、神奈川県足柄下郡に存在した村。現在の小田原市東部、東海道本線国府津駅の北東に位置した。

## 地理
- 川：森戸川、剣沢川

## 歴史

### 村名の由来
四方が水田だったことから。

### 沿革
- 1889年（明治22年）4月1日 - 町村制の施行により、田島村が単独村制。
- 1948年（昭和23年）4月1日 - 国府津町に編入。同日田島村廃止。

## 交通

### 鉄道路線
日本国有鉄道（現東海旅客鉄道）御殿場線が村域を通過していたが、駅は存在しなかった。